# Варварство рабства (речь Лавджоя)
Варварство рабства (англ. The barbarism of slavery) — речь члена Палаты представителей США от Иллинойса и аболициониста Оуэна Лавджоя, произнесённая им 5 апреля 1860 года в здании Конгресса. В ней политик энергично осудил рабство. Речь стала самой известной в карьере Лавджоя, вызвала широкий резонанс в обществе и была напечатана в большинстве крупных газет.
Оуэн Лавджой был младшим братом Элайджи Лавджоя, редактора антирабовладельческой газеты в Олтоне, убитого сторонниками рабства за свою аболиционистскую деятельность. Младший Лавджой был священником и проповедником в конгрегационалистской церкви почти 18 лет. Также как и Элайджа, Оуэн в своих речах опровергал политические позиции своих соперников путём сведения их к абсурду и излагал свои аргументы, используя метафоры и аналогии. Он выступал перед публикой во время дебатов Линкольна и Дугласа.
Лавджой выступил со своей самой известной и противоречивой речью 5 апреля 1860 года в присутствии большей части членов Палаты представителей в возрасте 49 лет и на пике своего ораторского мастерства. Его речь была частичной импровизацией, впоследствии он писал своей жене, что, кажется, «никогда не говорил ничего более жёсткого». Выступление Лавджоя было наполнено было наполнено аллюзиями и аналогиями, использованными в евангельском стиле. Он начал с резкого заявления, о том, что рабство является совокупностью всех злодейств, содержащей жестокость грабежа и пиратства, оскорбительную похоть полигамии «с отягчающими обстоятельствами». Таким образом политик намекнул на частые изнасилования рабынь в южных штатов, которые оставались нераскрытыми и оказывали разрушительное влияние на семьи невольников. Возможно, именно это больше всего разозлило демократов, поскольку когда Лавджой приблизился к демократической части Палаты представителей, нарушив правила поведения Конгресса, южане начали требовать от него отойти и прекратить свои нападки. Уильям Барксдейл из Миссисипи крикнул потребовал, чтобы председатель «приказал этому злобному негодяю и вору ниггеров [Лавджою] вернуться на своё место, или эта [демократическая] сторона палаты сделает это сама». Другие конгрессмены, в том числе молодой представитель Виргинии Роджер Прайор, поднялись со своих мест и, размахивая оружием, кричали, что Лавджой является «негодяем и вором, похищающим негров». Республиканцы бросились на защиту Лавджоя, но председателю удалось восстановить порядок, после чего он продолжил своё выступление.
Политик осудил действия южан по подавлению свободы слова в своём регионе и в ответ на попытки южан заставить его отречься от Джона Брауна, заявил, что не одобряет его действий, но считает цель, поставленную им, благой. Лавджой сравнил союз северных и южных штатов с неблагополучным браком; жена, олицетворяющая юг имела бородавку (рабство), о передаче которой мечтала дочерям (территориям) вопреки желанию мужа (севера). Возможно, Лавджой рассчитывал спровоцировать своих оппонентов такой речью. В заключительной части своего выступления он провёл аналогию между будущим восстанием рабов, движимых духом отцов-основателей к свободе и войной за независимость США. В то время как южане продолжали требовать, чтобы Лавджоя заставили замолчать, он завершил своё выступление под ликование своих сторонников и освистывание противников. Таким образом политик вышел далеко за рамки платформы республиканской партии, которая официально стремилась сдерживать рабство, а не отменять его, поскольку его речь подразумевала, что эта форма отношений между людьми в обществе должна быть полностью упразднена.
Речь быстро произвела сенсацию и была напечатана десятью крупными газетами (на юге так поступила только сепаратистская «Charleston Mercury»). Лавджой писал, что Вашингтон гудел «как улей пчёл, когда его ударили». Южные газеты единогласно осудили речь и даже массачусетское СМИ «Boston Courier» сообщило, что в речи не было «ни следа государственного деятеля», а она сама была примером «дурных манер, дурного вкуса и дурного нрава». Газета «New York Tribune» обвинила южных пожирателей огня в провокации этой речи и похвалила Лавджоя за то, что он бросил им вызов. Её редактор Хорас Грили объявил, что закажет печать широкого тиража речи для республиканской кампании 1860 года.